# Hadi Bakkush
Hadi Bakkush (in arabo الهادي البكوش‎?, al-Hādī al-Bakkūsh) (Hammam Sousse, 15 gennaio 1930 – 21 gennaio 2020) è stato un politico tunisino, più volte Primo ministro del proprio Paese.

## Biografia
Bakkush ha condotto i propri studi in Francia durante gli anni 1950. Parallelamente ha proseguito le sue attività politiche in seno al sindacato studentesco dell'Union générale des étudiants de Tunisie (UGTT, il sindacato dei lavoratori tunisino). Fu all'epoca arrestato in Francia, cosa che lo fece notare da Habib Bourguiba che si recò ad accoglierlo di persona dopo la sua liberazione.
Durante gli anni 1960, fu nominato governatore di Biserta e segretario del comitato di coordinamento di Biserta, facendolo entrare di diritto nel comitato centrale del Partito Socialista Desturiano (PSD) dopo il cosiddetto "Congresso del Destino" che svolse i propri lavori a Biserta nel 1964. In seguito divenne governatore di Sfax. È anche sindaco di Hammam Sousse (la città natale di Zine El-Abidine Ben Ali), dal 1960 al 1966.
Allontanato da tale incarico nel quadro del cosiddetto "Affare Ahmed Ben Salah", fu assolto infine dall'Alta Corte tunisina incaricata della questione. Divenne in seguito direttore generale dell'Office national des pêches poi capo di gabinetto del Primo ministro Hédi Nouira. Caduto in disgrazia dopo il congresso del Progrès e della Fidélité del 1979, è inviato come console a Lione. Dal 1981 al 1982, Bakkush è ambasciatore presso la Santa Sede (Vaticano) prima di diventare ambasciatore in Algeria poi direttore del PSD. Nel 1987 è nominato ministro degli Affari sociali.
Il 7 novembre 1987 sostituisce Zine El-Abidine Ben Ali, che aveva deposto il presidente Habib Bourguiba, al posto di Primo Ministro e di segretario generale del Partito Socialista Desturiano. È anche considerato il teorico di quel «colpo di Stato médical». Il 27 settembre 1989 Hamed Karoui lo sostituisce.
Bakkush è designato dal presidente Ben Ali come membro della Camera dei consiglieri al momento della sua creazione nel 2005. È stato anche membro del comitato centrale del Rassemblement Constitutionnel Démocratique al potere, fino allo scioglimento il 20 gennaio 2011, nel contesto della rivoluzione tunisina.

## Ricompense
Il 28 maggio 2005, l'Università di Sousse gli attribuisce una laurea honoris causa.